# Miki Tori
Miki Tori (とり·みき, Tori Miki, Hitoyoshi, 23 februari 1958), ook bekend als Micky Bird of Mickey Bird, is een Japans mangaka, personageontwerper, auteur van essays en scenarist. Zijn pseudoniem vermengt de kanji waar zijn echte naam uit bestaat.

## Carrière
Tori studeerde Engelse literatuur aan de Meiji Universiteit. Hij was er lid van de rakugo onderzoeksclub. Hij zette zijn studies stop alvorens zijn diploma te halen.
Zijn debuut maakte Tori in 1979. Dat jaar won zijn verhaal My Alien (ぼくの宇宙人, Boku no Uchūjin) een prijs op de twaalfde editie van de Shonen Champion Rookie Manga Awards. Hij werd voornamelijk bekend voor zijn humoristische mangareeksen zoals Kuru Kuru Kurin en Toku e Ikitai. Ook tekent hij sciencefiction verhalen. Gedurende lange tijd maakten zijn manga dele uit van de Japanse televisiegids TV Bros..
Hij won verscheidene prijzen voor zijn werk, waaronder twee Seiun Awards (in 1994 voor Dai-Hon'ya en in 1998 voor SF Taishō) en een Bungeishunjū Manga Prijs (in 1995 voor Tōku e Ikitai). Als schrijver werkte hij aan WXIII: Patlabor the Movie 3.

## Oeuvre

### Manga
- Komaken Harēshon (1979, Weekly Shonen Champion, Akita Shoten)
- Shimatta. (1979–1984, Jets Comics, Hakusensha)
- Bara no Susumu-sama (1980, Weekly Shonen Champion, Akita Shoten)
- Runrun Company (1980–1982, Weekly Shonen Champion, Akita Shoten)
- Tamanegi Parco (1981–1982, Monthly Shonen Champion, Akita Shoten)
- Sukekoma-kun (1982, Young Champion, Akita Shoten)
- Rare Masters (1982–1994, Kawade Personal Comics, Kawade Shobo Shinsha)
- Yūsei kara Bishojo X (1983, Petit Apple Pie, Tokuma Shoten)
- Kuru Kuru Kurin (1983–1984, Weekly Shonen Champion, Akita Shoten)
- Torimikin!! (1983–1984, Jets Comics, Hakusensha)
- Yoshida-san Kiki Ippatsu (1983–1986, Super Action, Futabasha
- Tokimeki Brain (1984, Monthly Shonen Champion, Akita Shoten)
- Uratori (1984–1986, CBS/Sony Comics, CBS/Sony Shuppan)
- Poritan (1985, Monthly Comi Comi, Hakusensha)
- Ai no Sakaagari (1985–1986, Heiban Punch, Magazine House)
- Damatte Ore no Tsuite Koi (1985–1986, Seirindo)
- A Heebie Jeebie (1986–1987, Monthly Comi Comi, Hakusensha)
- Sharibari (1987, Super Action, Futabasha)
- Anywhere But Here (1988–2003, TV Bros., Tokyo News Tsūshinsha)
- Tori no Ichi (1987–1989, Seirindo)
- Yama no Oto (1988, SF Magazine, Hayakawa Shobo)
- Terrible Shonendan (1989, Weekly Shonen Sunday, Shogakukan)
- Tori Miki no Kinekomika (1989–1992, Sony Magazines)
- Tori Miki no Mo Anshin (1989–1993, Seirindo)
- Kenka no Ichizoku (1990–1993, Tokuma Shoten)
- Dai-Hon'ya (door Kansei Takita, 1992–1993, ASCII Comics, ASCII Shuppansha)
- Tori Miki no Jiken no Chiheisen (1993–1997, Chikuma Shobo)
- Tomason no Wana (1994–1995, Comic'○○, Bungeishunju)
- SF Taisho (1994–1996, SF Magazine, Hayakawa Shobo)
- Man'en Gannen no Rugby (door Yasutaka Tsutsui, 1995, Jitsugyo no Nihonsha)
- Hitotachi (1995, Manga Share da!!, Bunkasha)
- Shakujin Densetsu (1995-current, Comic Bingo, Bungeishunju)
- Doyo Waide Satsujin Jiken (in samenwerking met Masami Yuki, 1996–1997, Weekly Shonen Captain, Tokuma Shoten)
- Gyodai Chodai (1998–1999, Bunkasha)
- Bochosuru Jiken (2002, Chikuma Shobo)
- The Last Book Man (in samenwerking met Kansei Takita, 2002, Hayakawa Shobo)
- Excite na Jiken (in samenwerking met Go ohinata, 2004, Akita Shoten)
- Reishoku Sosakan (2008-current, Weekly Morning, Kodansha)
- Plinius (2013, in samenwerking met Mari Yamazaki)

Bronnen:

### Andere boeken
- Tori no Me Hito no Me (1989, Chikuma Shobo, essays)[7][9]
- Fukikae Eiga Daijiten (samen met de Dubbing Admiration Society (吹替愛好会, Fukikae Aikokai), 1995, San-Ichi Shobo)[7][10]
- Mangaka no Himitsu: Tori Miki & Ninki Sakka Kyūnin no Honne Talk (1997, Tokuma Shoten)[7][11]
- Tori Miki no Eiga Fukikae-o (2004, Yosensha)[12]

### Anime
- Majo demo Steady (1986, Hayakawa Shobō, personagedesign)[13]

## Televisie
- Tsuru-chan no Omoikkiri Poko Poko (1986, TV Asahi)[14]

## Prijzen
Ontvangen prijzen:
- 1979: Eervolle Vermelding, Akita Shoten 12de Shonen Champion Rookie Manga Awards voor My Alien
- 1993: Winnaar, 1ste Ankoku Seiun Prijss voor Akanegumo-chan (ni yoru Live) (あかね雲ちゃん(によるライブ))
- 1994: Winnaar (Categorie strip), 25ste Seiun Prijs voor Dai-Hon'ya
- 1995: Winnaar, 41ste Bungeishunjū Manga Prijs voor Tōku e Ikitai
- 1998: Winnaar (Categorie strip), 29ste Seiun Prijzen voor SF Taisho